# Lipnica Mała
Lipnica Mała (früher Lipnica Górna, slowakisch Vyšná Lipnica, ungarisch Felsőlipnica) ist ein Dorf in der Woiwodschaft Kleinpolen im Powiat Nowotarski. Es gehört zur Gemeinde Jabłonka in Südpolen.

## Geografie
Lipnica Mała liegt am Fuße des Berges Babia Góra (deutsch Hexen-Berg oder Teufelspitze), am Bach Syhlec, der in den Arwa-Stausee mündet.

## Geschichte
Der Ort liegt in der Landschaft Arwa, die bis 1918 zum Königreich Ungarn gehörte. Ursprünglich wurden die heutigen Dörfer Lipnica Mała (Górna) und Lipnica Wielka als einziges Dorf auf Initiative des Besitzers der Arwa, Georg Thurzo, etwa am Ende des 16. Jahrhunderts oder im frühen 17. Jahrhundert gegründet und im Jahre 1609 erstmals urkundlich erwähnt. Kurz danach wurde das Dorf in zwei Teile geteilt mit eigenen Gründungsprivilegien. Lipnica Mała erhielt solches Privileg im Jahre 1618 von Elżbieta Czobor und ihrem Sohn Frederich Thurzo. Der Gründer und erste Schultheiß (Ortsvorsteher) wurde Jan Kral. Im Jahre 1683 wurde der Ort von den nach Wien marschierenden Truppen von Kazimierz Sapieha vernichtet.
Ab 1651 gehörte das Dorf zum Pfarrbezirk Orawka, ab 1787 zu Jabłonka, ab 1827 zu Lipnica Wielka. Erst im Jahr 1919 entstand der Pfarrbezirk Mała Lipnica.
Im 19. Jahrhundert wurde Slowakisch die Sprache der Kirche und der Schule, aber die lokalen Goralen sprachen Goralisch, einen polnischstämmigen Dialekt. Im Jahre 1897 begannen polnische Aktivisten nationale Agitation. Im Jahre 1910 folgte die ungarische Verwaltung erstmals in der Volkszählung der polnischen Bitte und Goralisch wurde als Polnisch betrachtet. In diesem Jahre hatte das Dorf 1573 Einwohner, davon 3 ungarischsprachige, 19 deutschsprachige, 5 slowakischsprachige, 1546 anderssprachige (davon 1535 oder 97,6 % polnischsprachig), 1555 römisch-katholische, 18 Juden.
1918, nach dem Ende des Ersten Weltkriegs und dem Zusammenbruch der k.u.k. Monarchie, kam das Dorf als Nižná Lipnica zur neu entstandenen Tschechoslowakei. Auf Grund der Tschechoslowakisch-polnischen Grenzkonflikte im Arwa-Gebiet wurde der Ort 1920 dann aber der Zweiten Polnischen Republik zugesprochen. Zwischen den Jahren 1920 und 1925 gehörte er zum Powiat Spisko–Orawski, ab 1. Juli 1925 zum Powiat Nowotarski. Im Jahre 1921 hatte die Gemeinde 333 Häuser mit 1415 Einwohnern, davon 1338 Polen, 81 anderer Nationalität (meistens Slowaken), 1415 römisch-katholische, 1 griechisch-katholische, 3 Juden.
Von 1939 bis 1945 wurde das Dorf ein Teil des Slowakischen Staates. Erst 1947 ließ die Tschechoslowakei ihre Ansprüche auf das Gebiet endgültig fallen.
Von 1975 bis 1998 gehörte Lipnica Mała zur Woiwodschaft Nowy Sącz.

## Sonstiges
Im Dorf gibt es viele für das Orawa-Gebiet charakteristische Bauwerke.
Heute erholen sich viele Touristen auf den Bauernhöfen. Durch das Dorf führt die Wanderroute zum Babia Góra.

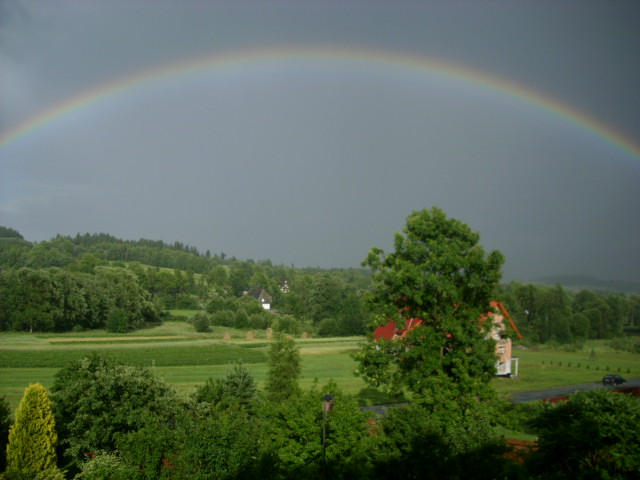
Ortsansicht
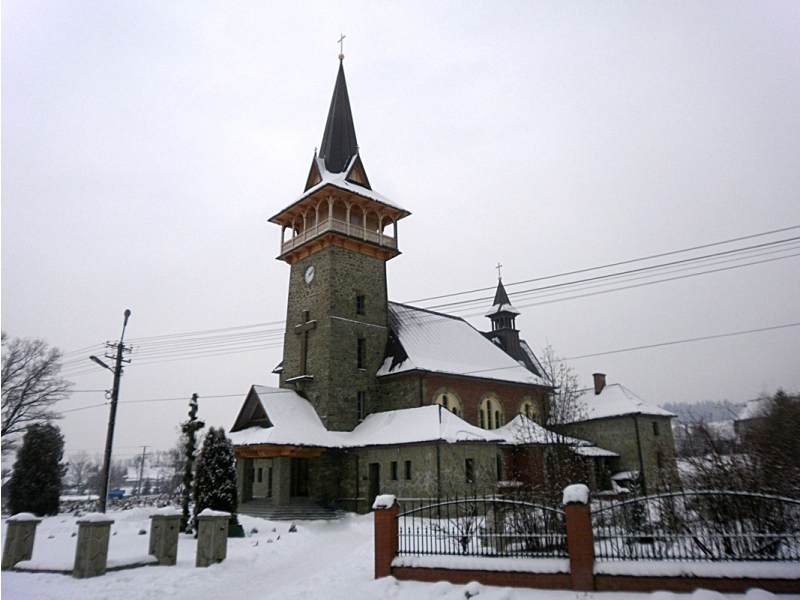
Kirche